# ХИВ
ХИВ (от английски: HIV – Human Immunodeficiency Viruses, „човешки имуннодефицитни вируси“) са често мутиращи ретровируси, които атакуват човешката имунна система. Показано е, че вирусите причиняват синдрома на придобитата имунна недостатъчност (СПИН).
Откриватели на ХИВ са французите Люк Монтание, Франсоаз Бар-Синуси (Монтание и Бар-Синуси получават Нобелова награда за откритието си, през 2008 г.), a американският учен Робърт Гало разработва схемата, по която действа вирусът.

## Изследвания
Геномът и протеините на вируса ХИВ са обект на изследване още от неговото откриване през 1983 г. Няма два еднакви генома на вируса на ХИВ, дори и от един и същи човек, карайки някои от специалистите да наричат вируса на ХИВ най-високия етап в еволюцията на вирусите. Първоначално е открит в института „Пастьор“ в Париж, а по-късно задълбочени изследвания са направени в лабораторията на Робърт Гало в Мериленд, САЩ.

## Структура
ХИВ е различен по структура от останалите вируси от фамилия Retroviridae. Той е с размери 80 – 120 нанометра в диаметър (1 нанометър е една милионна от милиметъра), около 60 пъти по-малък от червена кръвна клетка и с приблизително сферична форма.
ХИВ-1 е изграден от две копия на единично усукани положителни РНК вериги, обградени от конусообразна капсула (капсид), състояща се от протеин п24, типично за вирусите от семейство Retroviridae с дълъг инкубационен период. РНК компонентът е дълъг 9749 нуклеотида и съдържа 9 гена, от които 3 структурни (gag, pol, env) и 5 регулаторни (tat, nef, vif, rev, vpr). Те са обградени от плазмена мембрана.
Единично усуканата РНК молекула е силно свързана с нуклеотидите на протеините п7 и ензимите, които са необходими за създаването на вируса. Нуклеотидите (п7 и п6) се свързват с генома на РНК и ги предпазват от асимилиране. Структурата на матрицата е свързване на протеина п17, ограждащ капсулата, осигурявайки целостта на вируса. Също така вътре във вирусната частица има протеини за репликация (Vif), аминокиселини за регулация на атомните взаимодействия (Vpr) и негативни регулатори, които влияят на червените кръвни телца. Външната обвивка се формира, когато капсовите пъпки от вътрешността, излизайки, взимат част от мембраната на вътрешността с тях. Обвивката включва гликопротеините гп120 и гр41.
През 2013 г. с помощта на петафлопов суперкомпютър „Blue Waters“ и софтуер с отворен код, учените успяват да симулират структурата на протеиновата обвивка на ХИВ. Протеиновите атоми, съставляващи капсида, образуват пента- и хексагонални вериги, придавайки на обвивката форма, сходна с повърхността на футболна топка. В процеса на симулация учените са изясняват, че тези вериги са 228, от които 216 имат хексагонална форма, а 12 – пентагонална.

## Последващи спорове
На 4 май 1984 г., Гало и неговите сътрудници публикуват поредица от четири статии в медицински научни списания, показващи, че те са изолирали ретровирус, наречен HTLV-III с убеждението, че вирусът е свързан с вируса на левкемията от тяхна предишна работа и е причината за болестта СПИН.
Малко по-рано, през 1983 г., френски екип от института „Пастьор“ в Париж, Франция, воден от професор Люк Монтание, публикуват научен труд, описващи ретровирус, който те наричат LAV (лимфаденопатия-свързан вирус), изолирани от пациенти с повишен риск от СПИН.
На Гало е връчена за втори път награда „Ласкер“ през 1986 г. за „Определянето на ретровируса, известен като HIV-1, е причина за синдрома на придобита имунна недостатъчност.“ Така той става единствения получател на две награди „Ласкер“.
Оттогава има значителни и понякога тежки спорове за това кой е първи в откриването на ХИВ, включително тежки обвинения (които по-късно са снети), казващи, че лабораторията на Гало са откраднали проба на ХИВ, произведена в института „Пастьор“. През ноември 1990 г., американската Служба за цялостни изследвания и Националният институт по здравеопазване, наема група на фармацевтичния гигант „Hoffmann-La Roche“, който да анализира архивни проби, съхранявани в института „Пастьор“ и лабораторията за туморни клетки и биология (LTCB) на Националния онкологичен институт между 1983 и 1985 г. През 1986 г. и двете наименования отпадат за сметка на обединеното наименование „Human Immunodeficiency Virus“ – човешки имунодефицитен вирус (ХИВ).
Групата, водена от Шенг-Юнг Чанг, разглежда архивни екземпляри и прави сложни изследвания, водещи до независимо заключение през 1993 г., в което се казва, че пробата с вируса от лабораторията на Гало е дошла от лабораторията на Монтание. Чанг установява, че изолираната от френската лаборатория проба „LAV“ е вирус от един пациент, който заразява култура от друг. След молба за проба, групата на Монтание изпраща проба от тази култура на Робърт Гало, не знаейки, че има два вируса. След това заразената култура, изпратена на Гало, е тази, по която неговият екип е работил.
Днес е постигнато съгласие, че групата на Монтание първа е изолирала ХИВ, а групата на Гало е разработила схемата, по която вирусът причинява СПИН.